# Kwelder-gifoogdaas
De kwelder-gifoogdaas (Atylotus latistriatus) is een vliegensoort uit de familie van de dazen (Tabanidae). De wetenschappelijke naam van de soort is voor het eerst geldig gepubliceerd in 1880 door Brauer.